# Iris afghanica
Iris afghanica là một loài thực vật có hoa trong họ Diên vĩ. Loài này được Wendelbo miêu tả khoa học đầu tiên năm 1972.